# Крејгмонт (Ајдахо)
Крејгмонт (енгл. Craigmont) град је у америчкој савезној држави Ајдахо.

## Демографија
По попису из 2010. године број становника је 501, што је 55 (-9,9%) становника мање него 2000. године.
| Група             | 2000.       | 2010.       |
| Белци             | 539 (96,9%) | 475 (94,8%) |
| Афроамериканци    | 0 (0,0%)    | 0 (0,0%)    |
| Азијати           | 2 (0,4%)    | 5 (1,0%)    |
| Хиспаноамериканци | 3 (0,5%)    | 10 (2,0%)   |
| Укупно            | 556         | 501         |